# Third World Warrior
A Third World Warrior Kris Kristofferson albuma amelyet a Mercury Records jelentetett meg 1990-ben. Az album fő témája a politika. Többek között szó esik az amerikai- nicaraguai háborúról, El Savador -i szegényekről és Nelson Mandéláról is.
Az album meglehetősen nagy sikert aratott[forrás?], mivel akkoriban Kristofferson nemcsak a szólóban de a Highwaymennel is turnézott.

## Dalok
1. Eagle and the Bear (Kristofferson) – 3:34
2. Third World Warrior (Kristofferson – 3:06
3. Aguila del Norte (Kristofferson) – 4:00
4. Hero (Kristofferson) – 2:48
5. Don't Let the Bastards(Get You Down) (Kristofferson) – 3:44
6. Love of Money (Clark/Kristofferson/Lawson/Meeker/Swan) – 3:40
7. Third World War (Kristofferson/Daniel Timms) – 4:47
8. Jesse Jackson (Kristofferson) – 2:23
9. Mal Sacate (Kristofferson) – 3:34
10. Sandinista (Kristofferson) – 5:08

## Munkatársak
- Kris Kristofferson – ének, akusztikus és elektromos gitár
- Danny Timms – zongora, szintetizátor, elektromos gitár
- Glen Clark – szájharmómika, ének
- Stephen Bruton – gitár, ének
- Donnie Fritts – Hammond orgona, zongora
- Billy Swan – akusztikus gitár (12 húros), ének
- Sammie Creason – dob

## Külső hivatkozások
- Kristofferson: Egy Zarándok Naplója
- Az Outlaw Country otthona